# Orchestre de l'Académie nationale Sainte-Cécile
Pour les articles homonymes, voir Sainte-Cécile, Sainte Cécile et Cécile.
L’Orchestre de l’Académie nationale Sainte-Cécile (Orchestra dell’Accademia Nazionale di Santa Cecilia) est un orchestre italien créé en 1908 et basé à Rome.

## Histoire
La formation est associée à l’Académie nationale Sainte-Cécile. Elle a également été appelée orchestre symphonique de l’Augusteo, d'après le théâtre Augusteo où elle est en résidence de 1908 à 1936. Il est aujourd’hui en résidence à l’auditorium Parco della Musica construit par l’architecte Renzo Piano.
Certains parmi les plus grands compositeurs ou chefs, tels Mahler, Debussy, Strauss, Stravinsky, Hindemith, Toscanini, Furtwängler, De Sabata ou Karajan ont dirigé l’orchestre. De 1983 à 1990, Leonard Bernstein a été président honoraire.
En 2023, Daniel Harding est nommé directeur musical de l'orchestre pour succéder à Antonio Pappano à compter d'octobre 2024, pour une durée de cinq ans.

## Créations
- Fontane di Roma de Ottorino Respighi (11 mars 1917, Teatro Augusteo, Orchestre de l'Académie nationale Sainte-Cécile sous la direction d'Antonio Guarnieri)
- Pini di Roma de Ottorino Respighi (14 décembre 1924, Teatro Augusteo, Orchestre de l'Académie nationale Sainte-Cécile sous la direction de Bernardino Molinari)
- Cecilia, vergine romana de Arvo Pärt (19 novembre 2000, par le chœur et l'Orchestre de l'Académie nationale de Sainte-Cécile dirigés par Myung-Whun Chung)

## Chef principal
- Bernardino Molinari (1912–1944)
- Franco Ferrara (1944–1945)
- Fernando Previtali (1953–1973)
- Igor Markevitch (1973–1975)
- Thomas Schippers (1975–1983)
- Giuseppe Sinopoli (1983–1987)
- Uto Ughi (1987–1992)
- Daniele Gatti (1992–1997)
- Myung-Whun Chung (1997–2005)
- Antonio Pappano (2005–2024)
- Daniel Harding (2024–)